# Leschenaultia adusta
Leschenaultia adusta là một loài ruồi trong họ Tachinidae.